# Touwtrekken op de Olympische Zomerspelen 1912
Touwtrekken is een van de sporten die beoefend werden tijdens de Olympische Zomerspelen 1912 in Stockholm.
Aan het toernooi namen twee teams deel, een Zweeds en een Brits, beide politieteams.
Ieder team bestond uit 8 atleten, de wedstrijd was uitgeschreven volgens het best-of-three formaat.
Zweden versloeg Groot-Brittannië met 2-0.

## Eindrangschikking
| rang   | sporters | land |
| ------ | --- | ---- |
| Goud   | Politie van Stockholm Arvid Andersson Adolf Bergman Johan Edman Erik Algot Fredriksson Carl Jonsson Erik Larsson August Gustafsson Herbert Lindström | SWE  |
| Zilver | Politie van de stad Londen Alexander Munro John Sewell John James Shepherd Joseph Dowler Edwin Mills Frederick Humphreys Mathias Hynes Walter Chaffe | GBR  |

Parijs 1900 · 
St. Louis 1904 · 
Londen 1908 · 
Stockholm 1912 · 
Antwerpen 1920
olympische medaillewinnaars
Atletiek · Honkbal (demonstratie) · Kunstwedstrijden · Moderne vijfkamp · Paardensport · Roeien · Schermen · Schietsport · Schoonspringen · Tennis · Touwtrekken · Turnen · Voetbal · Waterpolo · Wielersport · Worstelen · Zeilen · Zwemmen